# Pierre Clemens
Pour les articles homonymes, voir Clemens.
Pierre Clemens, né le 2 août 1913 à Rédange (France) et mort le 26 août 1963 à Bettembourg, est un coureur cycliste luxembourgeois des années 1930 et 1940.

## Biographie
Son frère Mathias est également coureur cycliste professionnel de 1935 à 1948.
Professionnel de 1936 à 1945, il se distingue dès sa première saison en terminant quatrième du Tour de France. En 1937, il remporte le titre de champion du Luxembourg.  

## Palmarès
- 1936
  - 2e du Tour de Luxembourg
  - 3e du championnat de Luxembourg de cyclo-cross
  - 3e du Grand Prix de la Flèche
  - 4e du Tour de France
- 1937
  -  Champion du Luxembourg sur route
  - 3e étape du Tour de Luxembourg
  - Nancy-Strasbourg
  - 2e du Tour de Luxembourg
- 1939
  - Tour de l'Est Central
- 1940
  - 3e du championnat de Luxembourg de cyclo-cross
- 1942
  - 3e étape du Circuit de Luxembourg
- 1943
  - Grand Prix de Westmark
  - 3e étape du Circuit de Luxembourg
  - 3e du Tour de Luxembourg

## Résultats sur le Tour de France
4 participations
- 1936 : 4e
- 1937 : abandon (8e étape)
- 1938 : abandon (15e étape)
- 1939 : 20e